# Douglas Payne
Douglas Payne (1875 – Londra, 3 agosto 1935) è stato un attore britannico teatrale e cinematografico.

## Biografia
Nato in Inghilterra (si suppone nel 1875), iniziò la carriera cinematografica nel 1912 alla British & Colonial Kinematograph Company. Nel suo secondo film, Das Mirakel, dove recitava con Ernst Lubitsch, fu diretto da Max Reinhardt.
Nella sua carriera, che durò dal 1912 al 1933, Payne girò quasi cinquanta film. Nel 1922, fece anche il regista: diresse (insieme a H. Grenville-Taylor), Potter's Clay, interpretato dalla famosa attrice teatrale Ellen Terry.
Nel 1933, uscì The Flaw, un thriller dove Payne interpretava un ispettore di polizia. Fu la sua ultima apparizione sullo schermo.
Douglas Payne morì a Londra il 3 agosto 1935.

## Filmografia
La filmografia è completa.

### Attore
- The Adventures of Dick Turpin: The Gunpowder Plot, regia di Charles Raymond (1912)
- Das Mirakel, regia di Cherry Kearton e Max Reinhardt (1912)
- The Fallen Idol, regia di Maurice Elvey (1913)
- Spiritualism Exposed, regia di Charles Raymond (1913)
- The Great Gold Robbery, regia di Maurice Elvey (1913)
- Ju-Jitsu to the Rescue, regia di Charles Raymond (1913)
- Maria Marten, or: The Murder in the Red Barn, regia di Maurice Elvey (1913)
- His Country's Honour, regia di Charles Calvert (1914)
- The Finger of Destiny, regia di Charles Raymond (1914)
- The Cup Final Mystery, regia di Maurice Elvey (1914)
- The Mystery of the Diamond Belt, regia di Charles Raymond (1914)
- The Houseboat Mystery, regia di Harold Brett (1914)
- The Stolen Masterpiece, regia di H.O. Martinek (1914)
- The Harbour Lights, regia di Percy Nash (1914)
- Guarding Britain's Secrets, regia di Charles Calvert (1914)
- The White Feather, regia di Maurice Elvey (1914)
- Enoch Arden, regia di Percy Nash (1914)
- Captain Nighthawk, regia di Gerald Lawrence (1914)
- In the Ranks, regia di Percy Nash (1914)
- The Mesmerist, regia di Percy Nash (1915)
- The Airman's Children, regia di Jack Denton (1915)
- The Little Minister, regia di Percy Nash (1915)
- The Romany Rye, regia di Percy Nash (1915)
- Master and Man, regia di Percy Nash (1915)
- Flying from Justice, regia di Percy Nash (1915)
- The Great Cheque Fraud, regia di Charles Raymond (1915)
- The Coal King, regia di Percy Nash (1915)
- Married for Money, regia di Léon Bary (1915)
- The Avenging Hand, regia di Charles Calvert (1915)
- The Devil's Bondman, regia di Percy Nash (1915)
- Fine Feathers, regia di Maurice Elvey (1915)
- The Stronger Will, regia di Helena Millais (1916)
- Royal Love, regia di Percy Nash (1916)
- The Heart of a Rose, regia di Jack Denton (1919)
- A Lass o' the Looms, regia di Jack Denton (1919)
- Won by a Head, regia di Percy Nash (1919)
- The Further Exploits of Sexton Blake: The Mystery of the S.S. Olympic, regia di Harry Lorraine (1920)
- Rodney Stone, regia di Percy Nash (1920)
- Potter's Clay, regia di H. Grenville-Taylor e Douglas Payne (1922)
- Doddington Diamonds, regia di Jack Denton (1922)
- The Blue Carbuncle, regia di George Ridgwell (1923)
- Old Bill Through the Ages, regia di Thomas Bentley (1924)
- The Man Who Changed His Name, regia di A.V. Bramble (1928)
- What Next?, regia di Walter Forde (1928)
- Il trionfo della primula rossa (The Triumph of the Scarlet Pimpernel), regia di T. Hayes Hunter (1928)
- Red Aces, regia di Edgar Wallace (1929)
- You'd Be Surprised!, regia di Walter Forde (1930)
- The Flaw, regia di Norman Walker (1933)

### Regista
- Potter's Clay, co-regia di H. Grenville-Taylor (1922)